# Francistown
Francistown ist mit 102.444 Einwohnern (Volkszählung 2022) die zweitgrößte Stadt des südafrikanischen Staates Botswana. Sie ist als City of Francistown selbstverwaltet und liegt innerhalb des North East District. Francistown liegt etwa 450 Kilometer nordnordöstlich der Hauptstadt Gaborone am Fluss Tati.

## Geschichte
Die Besiedlung der Region reicht 80.000 Jahre zurück, als hier bereits Vorfahren der San lebten.
Nach 1868 erlebte die Region einen ersten Boom, als hier Gold gefunden wurde. Der Brite Daniel Francis, nach dem später die Stadt benannt wurde, erwarb 1869 die Schürfrechte von den einheimischen Ndebele und gründete die Tati Concessions.
Das heutige Francistown entstand ab 1897. Bis zur Unabhängigkeit Botswanas im Jahre 1966 war die Stadt das Versorgungszentrum für die Tati Concessions und weiterer Goldminen in der Region. Mit der Unabhängigkeit des Landes wurde die Stadt zum Umschlagplatz für den Handel mit Simbabwe und Sambia. Bis etwa 1990 zog die Stadt Wirtschaftsbetriebe an, die hier die internationalen Sanktionen gegen Südafrika als Apartheidsstaat umgingen.

## Wirtschaft
In den Schlachthäusern von Francistown wird ein großer Teil des für den Export bestimmten botswanischen Viehs geschlachtet. Ansässig sind weiterhin Bekleidungs-, Strickwaren-, Schuh-, Textil-, Keramik- und Chemieindustrie.
Im Rahmen der Dienstleistungswirtschaft floriert insbesondere das Transportgewerbe. Das große Hinterland, das sich über dünn besiedelte Gebiete bis nach Simbabwe, Sambia und in die zentrale Kalahari erstreckt, sorgt für viele Klein- und Großhändler.
2006 hatte in Francistown auch der Automobilhersteller Harper Sports Cars seinen Firmensitz, der dann noch im selben Jahr aus marktstrategischen Gründen verlagert wurde.

## Verkehr
Francistown liegt an der Fernstraße A1, die die Hauptstadt Gaborone mit Simbabwe verbindet, der A3, die von Francistown Richtung Maun führt, und der A30, die nach Orapa führt. Im Schienenverkehr ist Francistown ebenfalls an die Hauptstrecke des Landes angebunden (siehe Schienenverkehr in Botswana), die auch von Personenzügen nach Lobatse und Bulawayo bedient wird; eine weitere im Güterverkehr betriebene Strecke führt nach Sowa.
Im Nordwesten der Stadt liegt der Flughafen Francistown, in dessen Nähe sich der Flugunfall bei Francistown 1974 einer Douglas DC-4 ereignete, wobei 78 der 84 Personen an Bord starben.

## Tourismus
Francistown bietet kaum touristische Sehenswürdigkeiten und es sind auch keine Bauten aus der Kolonialzeit zu besichtigen. Jedoch wird ein kleines Museum betrieben, das über das botswanische Volk der Kalanga informiert. Die Makgadikgadi-Salzpfannen und der Tuli-Block mit seinen vielen Wildtieren sind von hier gut zu erreichen.

## Klimatabelle
|                       | Jan  | Feb  | Mär  | Apr  | Mai  | Jun  | Jul  | Aug  | Sep  | Okt  | Nov  | Dez  |   |      |
| Mittl. Tagesmax. (°C) | 31,0 | 30,2 | 29,2 | 28,5 | 26,0 | 23,2 | 23,6 | 25,9 | 29,9 | 32,3 | 31,8 | 31,3 | ⌀ | 28,6 |
| Mittl. Tagesmin. (°C) | 18,2 | 17,8 | 16,3 | 13,4 | 8,8  | 4,7  | 5,1  | 7,5  | 12,2 | 16,2 | 17,8 | 18,1 | ⌀ | 13   |
|                       |      |      |      |      |      |      |      |      |      |      |      |      |   |      |
| Niederschlag (mm)     | 106  | 79   | 71   | 18   | 4    | 3    | 0    | 1    | 1    | 22   | 56   | 87   | Σ | 448  |
|                       |      |      |      |      |      |      |      |      |      |      |      |      |   |      |
| Regentage (d)         | 8    | 7    | 5    | 2    | 0    | 0    | 0    | 0    | 0    | 3    | 5    | 7    | Σ | 37   |
|                       |      |      |      |      |      |      |      |      |      |      |      |      |   |      |
| Luftfeuchtigkeit (%)  | 58   | 62   | 58   | 57   | 53   | 51   | 49   | 43   | 41   | 45   | 51   | 59   | ⌀ | 52,2 |

| 18,2 |

| 17,8 |

| 16,3 |

| 13,4 |

| 8,8 |

| 4,7 |

| 5,1 |

| 7,5 |

| 12,2 |

| 16,2 |

| 17,8 |

| 18,1 |

| 18,2 |

| 17,8 |

| 16,3 |

| 13,4 |

| 8,8 |

| 4,7 |

| 5,1 |

| 7,5 |

| 12,2 |

| 16,2 |

| 17,8 |

| 18,1 |

## Persönlichkeiten
- Onkabetse Nkobolo (* 1993), Sprinter
- Keamogetse Kenosi (* 1997), Boxerin